# 山口県立山口図書館
山口県立山口図書館（やまぐちけんりつやまぐちとしょかん）は、山口県山口市後河原にある公共図書館（都道府県立図書館）。通称は県立図書館または山口図書館であり、蔵書印は「山口図書館」である。

## 歴史

### 中河原時代（1903年～1929年）
- 1903年（明治36年）7月 - 山口市中河原に山口県立山口図書館が開館[1]。初代館長に佐野友三郎が就任。
- 1909年（明治42年）7月 - 八門分類法から山口県立図書館分類表へ移行[1]。
- 1918年（大正7年）6月 - 2番目の書庫が完成（後のクリエイティブ・スペース赤れんが）[1]。
- 1923年（大正12年）4月 - 阿武郡立萩図書館を山口県に移管して山口県立萩図書館に改称。

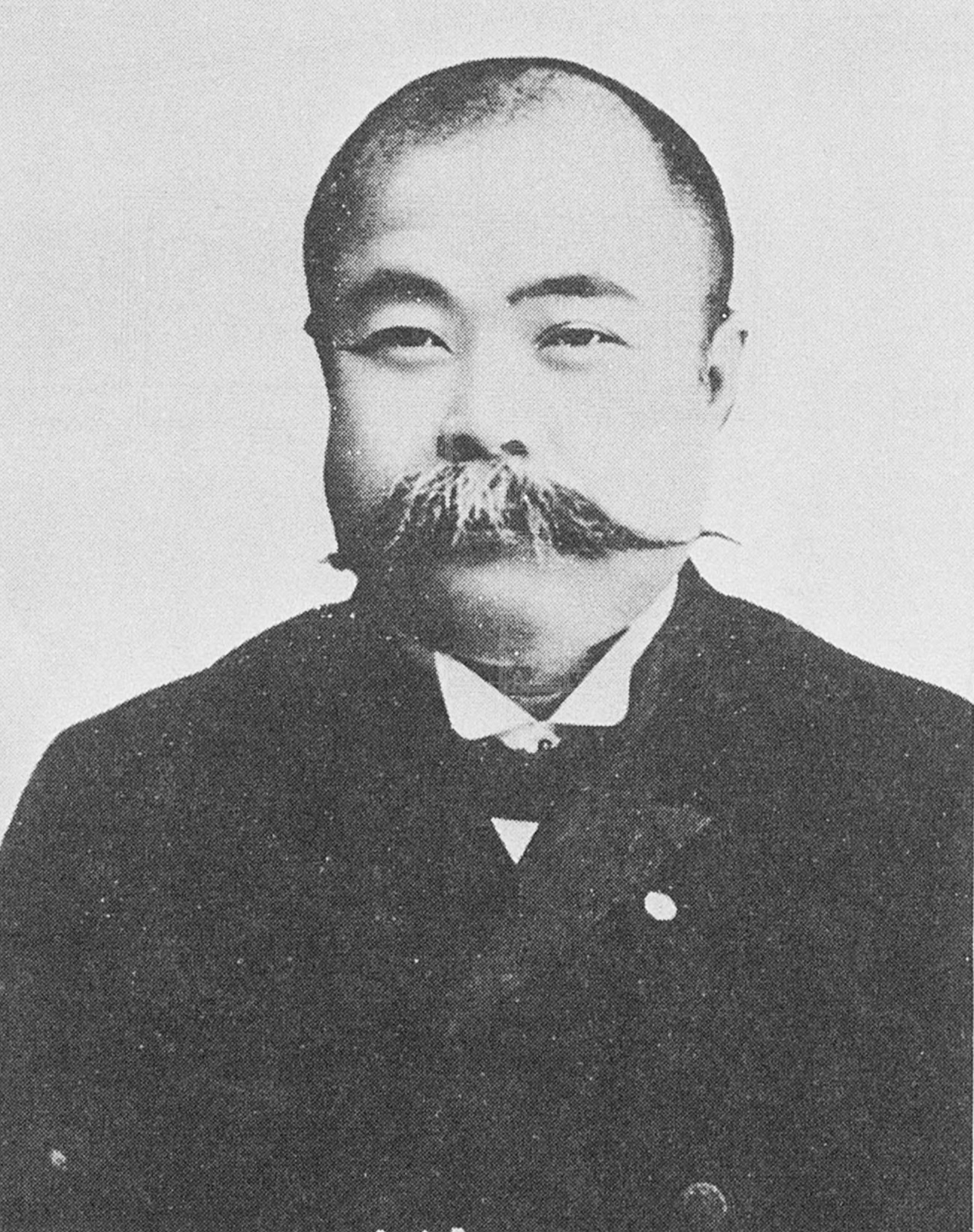
初代館長の佐野友三郎
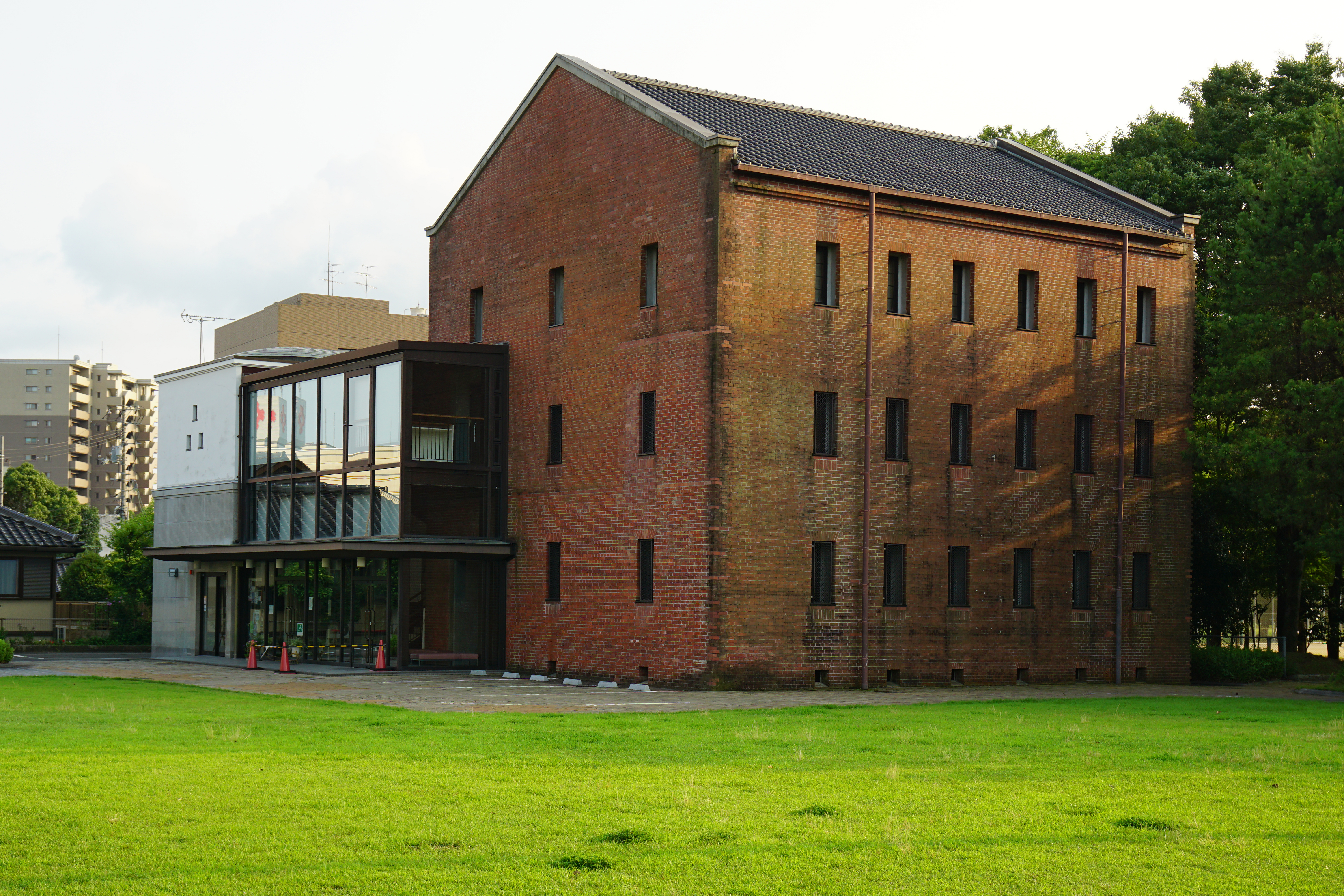
1929年まで用いられた旧旧館の書庫

### 春日山時代（1929年～1973年）
- 1928年（昭和3年）12月20日 - 山口市春日山に2代目の山口県立山口図書館が完成して竣工式を挙行[2]。
- 1929年（昭和4年）3月 - 山口県立山口図書館が移転開館[1]。
- 1950年（昭和25年）6月 - 美祢郡秋吉村（現美祢市秋芳町）に美祢分館、佐波郡出雲村（現山口市徳地）に佐波分館を開館[1]。
- 1951年（昭和26年） - 豊浦郡菊川村（現下関市菊川町）に豊浦分館を開館[1]。
- 1951年（昭和26年）2月 - 山口県立萩図書館が開館[1]。
- 1952年（昭和27年）4月 - 山口県立図書館分類表から日本十進分類法へ移行開始[1]。
- 1954年（昭和29年） - 大島郡久賀町（現周防大島町）に大島分館を開館[1]。
- 1956年（昭和31年）10月 - 山口県点字図書館が開館[1]。
- 1957年（昭和32年）4月 - 美祢分館、佐波分館、豊浦分館、大島分館の4分館を各町村に移管[1]。
- 1959年（昭和34年）4月 - 山口県文書館が開館[1]。

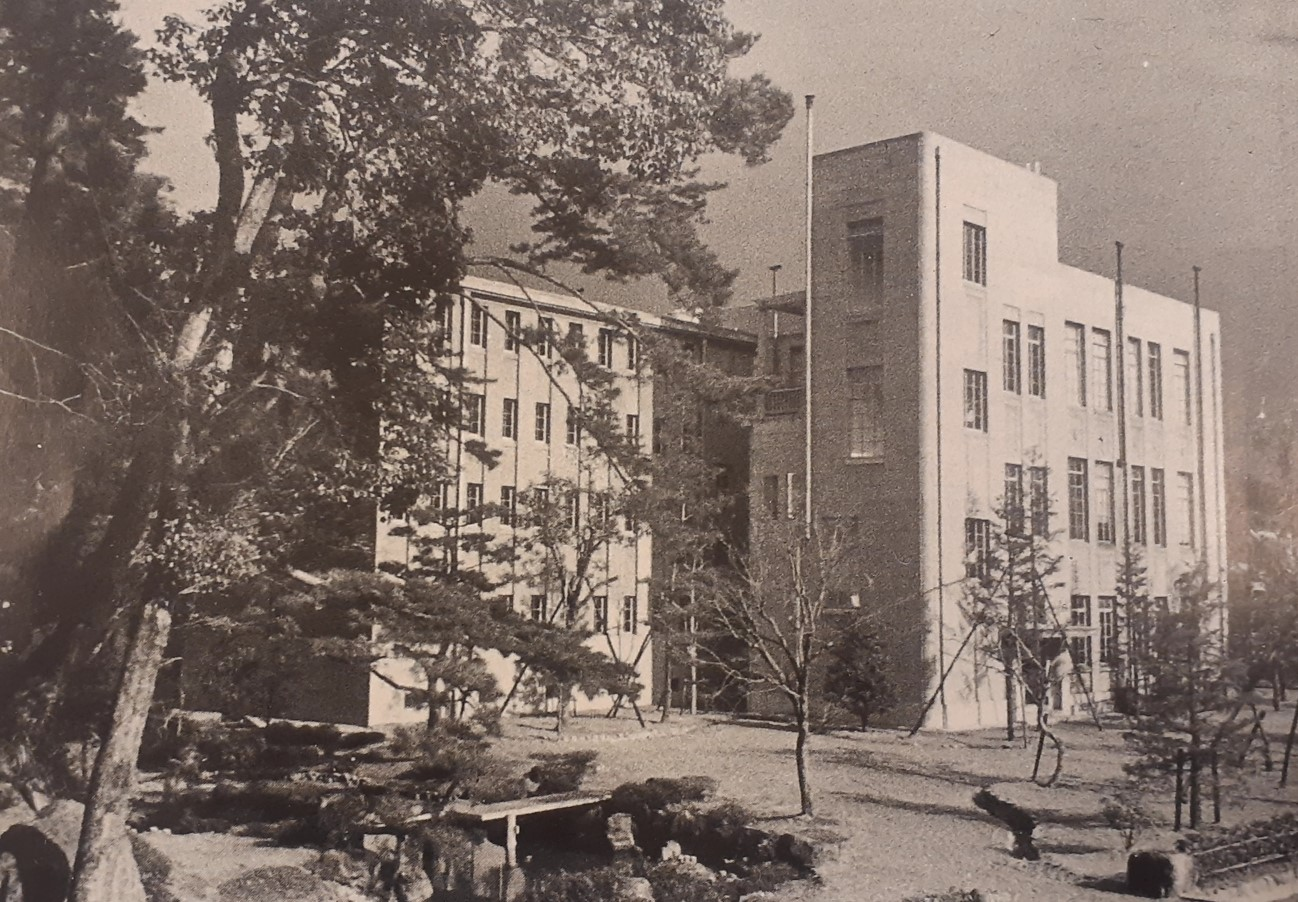
1929年の開館直後の2代目図書館
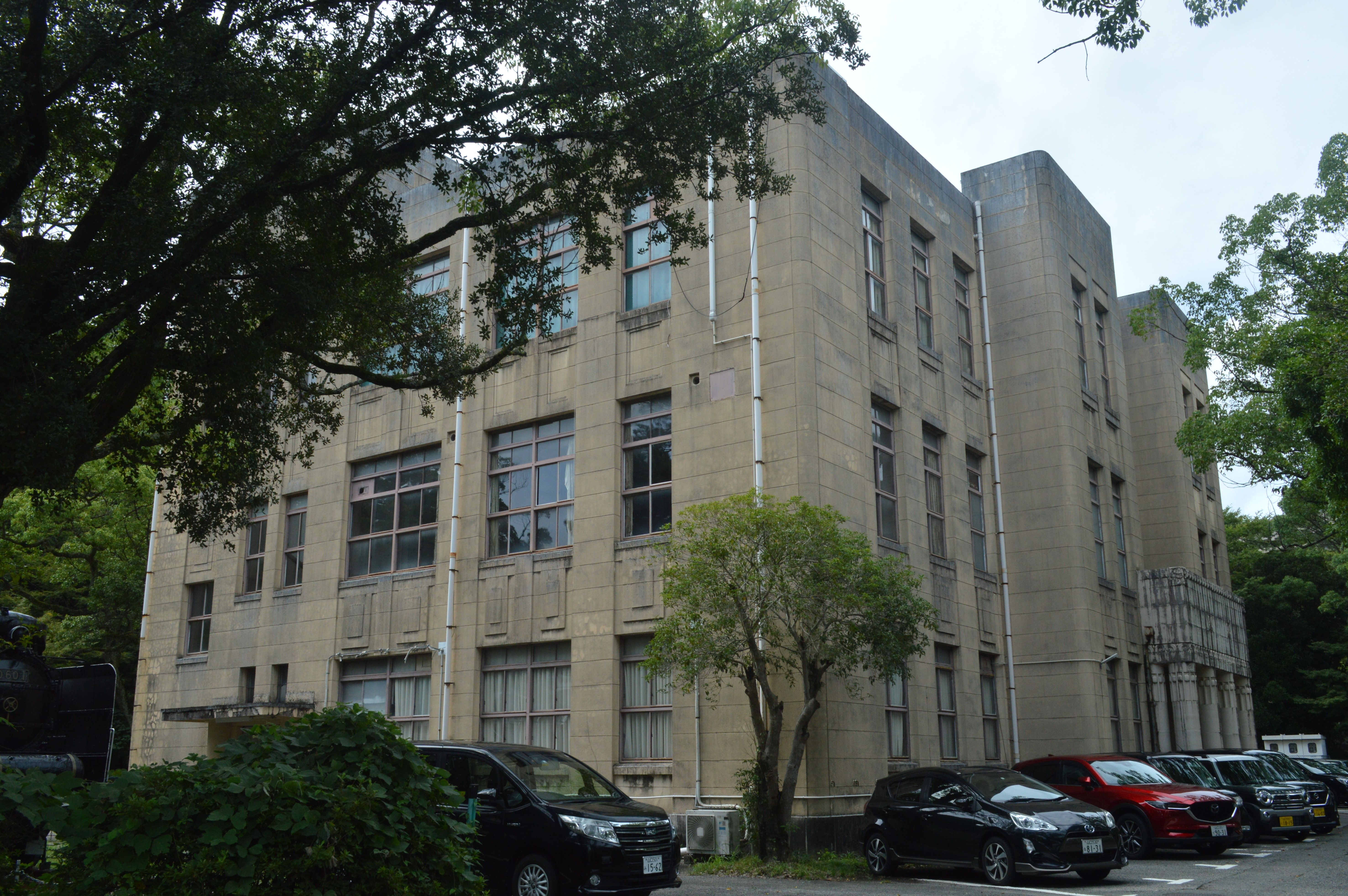
現在の2代目図書館（現・山口県春日山庁舎）

### 後河原時代（1973年～）

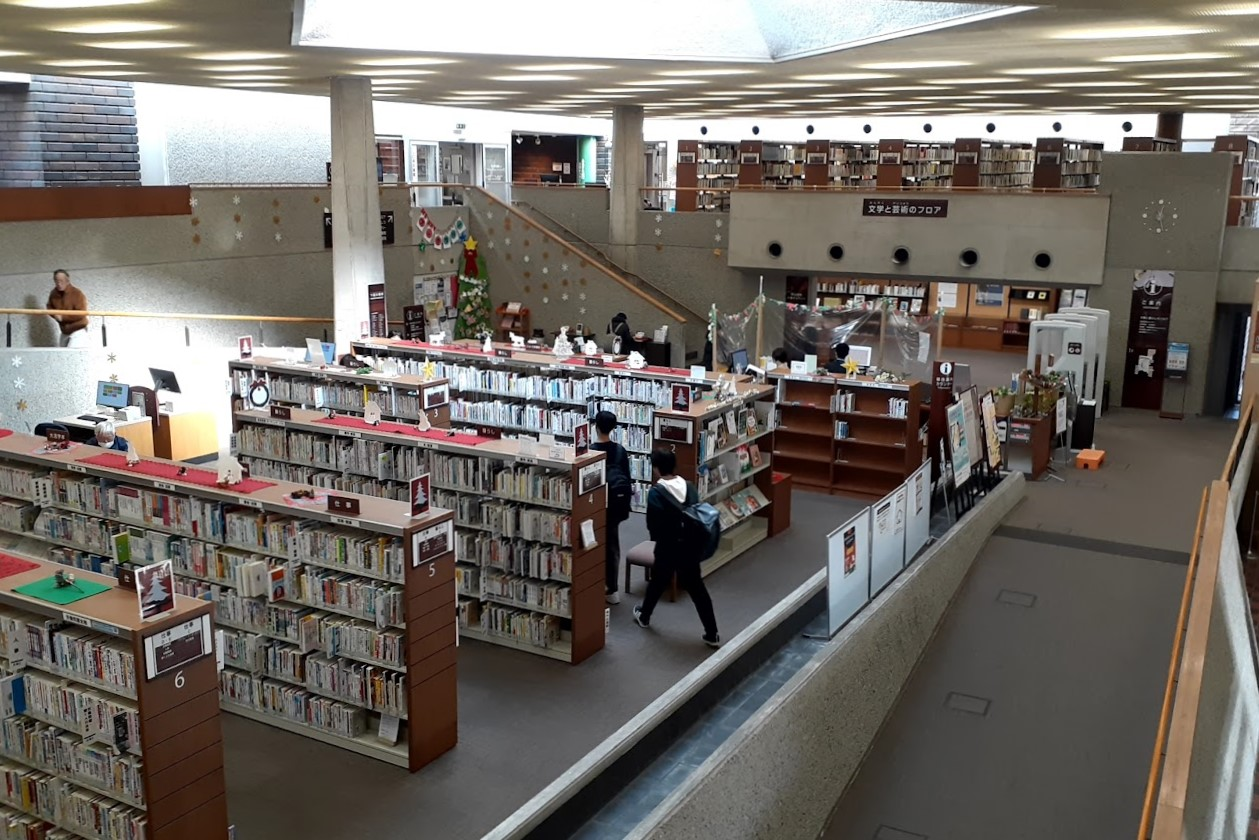
現行館の館内

- 1973年（昭和48年）7月 - 後河原の現在地に山口県立山口図書館の新館が開館[1]。この際に山口県点字図書館と山口県文書館が併設された。
- 1973年（昭和48年）8月 - 山口県立山口図書館図書隠匿事件が発生。
- 1974年（昭和49年）4月 - 山口県立萩図書館が萩市に移管されて萩市立図書館が開館[1]。
- 1982年（昭和57年）4月 - 図書館学資料室を廃止して県民資料室を開設[1]。
- 1998年（平成10年）3月 - 明治維新資料室を開設[1]。
- 2002年（平成14年）3月 - 公式ウェブサイトを開設。インターネットによる蔵書検索を開始[1]。
- 2003年（平成15年）7月 - 開設100周年記念式典を挙行[1]。
- 2004年（平成16年）4月 - 子ども読書支援センターを設置して子ども資料室へ名称変更[1]。
- 2008年（平成20年）4月 - ふるさと山口文学ギャラリーと闘病記コーナーを開設[1]。
- 2012年（平成24年）3月 - マルチメディアデイジー室と明治維新人物ギャラリーを開設[1]。ICタグや自動貸出機を導入[1]。

## 施設
山口県道203号厳島早間田線（パークロード）沿いの官公庁・県立文化施設の集中する場所に立地する。山口県立美術館や亀山公園と共用の駐車場がある。
建物の設計は数々の図書館建築を手がけた鬼頭梓建築設計事務所であり、1975年（昭和50年）10月にはBCS賞を受賞している。
1974年（昭和49年）以後の山口県にある県立図書館は当館のみであり、分館は存在しない。館内に山口県点字図書館と山口県文書館を併設している。施設の特色としては、山口県に関する各種資料がある県民資料室や、明治維新関係の資料を集めた明治維新資料室がある点などが挙げられる。

## サービス
図書の館外貸出冊数は10冊、図書の館外貸出期間は3週間。AV資料については館内での鑑賞のみであり、館外貸出は実施していない。館外貸出した図書の返却について、所定の手続きをしたうえで県内の公共図書館に返却する遠隔地利用者返却制度がある。

## 利用案内
開館時間
- 火曜から金曜は9時～19時 （子ども資料室は9時から17時）
- 土曜・日曜・祝日は9時～17時

休館日
- 月曜日（祝日の場合は火曜日も休館）、月末整理日（土曜・日曜と重なる場合は直前の金曜日）、資料点検期間（春・秋）、年末年始（12月28日～1月4日）

アクセス
- JR山口線山口駅から徒歩約15分
- 防長バス・JRバス「県庁前」から徒歩約10分
- JRバス防長線「美術館前」から徒歩5分